# Зигель, Ральф
Ральф Зигель (нем. Ralph Siegel; 30 сентября 1945, Мюнхен) — известный немецкий музыкант, композитор и продюсер. Наиболее известен как автор песни Moskau. Отец актрисы Джулии Зигель.

## Биография
В 1970-е годы Ральф Зигель являлся одним из наиболее известных немецких композиторов. Во время стажировки в США он работал с Everly Brothers, Роем Орбисоном и Четом Аткинсом. В 1974 году основал собственный лейбл «Jupiter», на котором записывались звёзды диско Silver Convention и Ди Ди Джексон.
С 1976 года песни Ральфа Зигеля 24 раза звучали на конкурсе «Евровидение». Специально для участия в «Евровидении 1979» Зигель основал группу Dschinghis Khan, которая с песней про Чингисхана заняла четвёртое место и получила широкую известность в ФРГ. В 1982 году песня Ральфа Зигеля «Ein bißchen Frieden» в исполнении певицы Николь наконец-то выиграла «Евровидение». С 2012 по 2015 годы Ральф Зигель писал песни для конкурсантов от Сан-Марино.
В преддверии Чемпионата мира по футболу 2018 Ральф Зигель решил сделать новую версию своей композиции и таким образом пригласить весь мир на футбольный праздник в Россию. В новом изложении хит звучит на четырёх языках, в том числе и русском. В проекте приняла участие группа Dschinghis Khan, которая участвовала в записи всех версий песни, а также группа британо-немецкий поп-исполнитель и «кумир всех девчонок» Джей Кхан, исполнивший песню на английском и немецком языках, российский певец Александр Малинин и его дочь Устинья спели свою часть на русском, а мексиканский тенор Хорхе Хименес и его партнёрша по дуэту Марифер Медрано — на испанском. Одна из версий песни — это попурри на четырёх разных языках.